# Hemidactylus vietnamensis
Hemidactylus vietnamensis är en ödleart som beskrevs av  Ilya Sergeevich Darevsky KUPRIYANOVA och ROSHCHIN 1984. Hemidactylus vietnamensis ingår i släktet Hemidactylus och familjen geckoödlor. Inga underarter finns listade i Catalogue of Life.